# Gilat-Frau

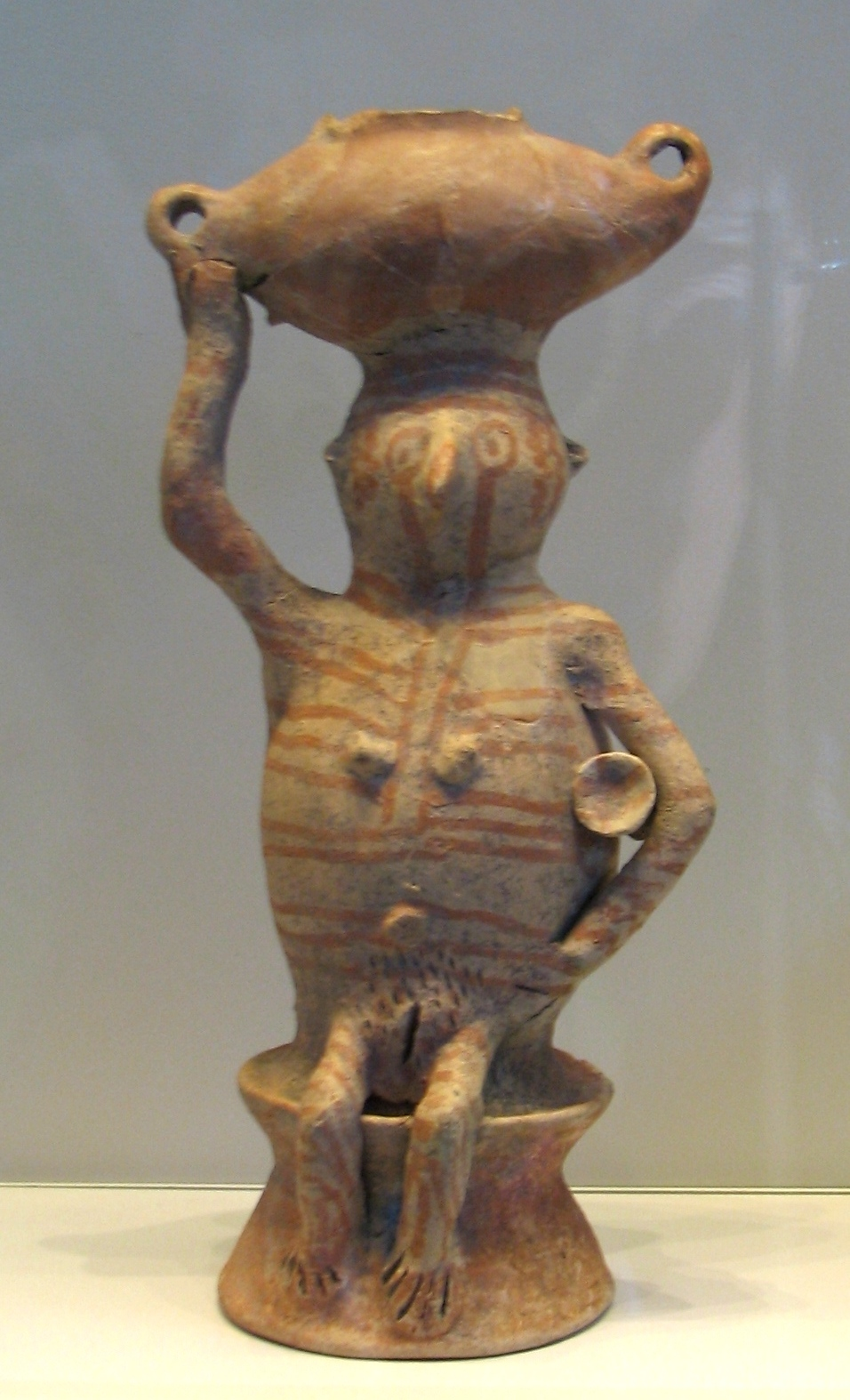
Gilat-Frau

Die Gilat-Frau (oder Gilat Lady) ist ein chalcolithitisches Gefäßkeramik in Gestalt einer Frau, die ein Gefäß auf dem Kopf trägt.
David Alon fand das Gefäß 1975 in Gilat im Norden des Negev in Israel, in einem Gebäude, das ein Tempel gewesen sein könnte. Gilat ist ein niedriger Hügel in der Negev-Wüste mit einem der wenigen chalkolithischen Heiligtümer in der südlichen Levante. Die gestreifte Figur wurde zusammen mit einem dreitülligen Gefäß gefunden, das einen Widder abbildet. Die Kupfersteinzeit war in der Vorgeschichte des Nahen Ostens in den Bereichen Ackerbau, Handwerk und Tempelkult eine Zeit gesellschaftlichen Wandels.
Ihre Bedeutung erhält die bisher einmalige, bemalte, sitzende Keramikfigur mit dem betonten Schamdreieck mit den Vorstellungen im Kontext mit der Fruchtbarkeit. Sie ist eines der wenigen Beispiele für Kunst aus dem 4. Jahrtausend v. Chr. in der Levante.
Das Gefäß befindet sich heute im Israel-Museum in Jerusalem.